# 楊鳳 (萬曆進士)
楊鳳（1553年—1603年），字儀虞，號澄懷，河南開封府杞縣人，明朝政治人物。

## 生平
萬曆四年（1576年）丙子科河南鄉試第一名舉人。萬曆十一年（1583年）癸未科三甲四十九名進士。改翰林院庶吉士，丁憂，服闋，授禮科给事中，十五年养病。十七年十月除补户科给事中，十八年三月以事贬调外任，降泗州判官，本年升户部主事，二十一年升礼部儀制司员外郎，二十二年升祠祭司郎中，二十三年十月改光禄寺丞，二十七年三月升光祿寺少卿，三十年闰二月升南京太僕寺少卿，三十一年十月以病回籍调理，不久病卒

## 家族
曾祖父楊文秀，封奉政大夫刑部郎中；祖父楊本義，監生；父楊大武。母袁氏。